# Bộ ba bất khả thi

Theo lý thuyết bộ ba bất khả thi, ba chính sách gồm tự do dòng vốn (free capital flow), tỷ giá hối đoái cố định (fixed exchange rate) và chính sách tiền tệ độc lập (sovereign monetary policy) không thể thực hiện được đồng thời.

Trong kinh tế học, bộ ba bất khả thi (còn gọi là Bộ ba chính sách không thể đồng thời hoặc tam nan kinh tế, tiếng Anh: impossible trinity) chỉ một giả thuyết kinh tế cho rằng không thể thực hiện đồng thời ba chính sách gồm chế độ tỷ giá hối đoái cố định, chính sách tiền tệ độc lập để ổn định giá cả và tự do lưu chuyển vốn. Chỉ có thể thực hiện đồng thời hai trong ba chính sách này mà thôi. Thuật ngữ này còn dùng để chỉ tình thế kinh tế dễ đổ vỡ khi mà một quốc gia cố tình thi hành ba chính sách trên cùng lúc.
Các lý luận kinh tế như sơ đồ DD-AA hay mô hình Mundell-Fleming đều chỉ ra quan hệ giữa chính sách tiền tệ và tỷ giá hối đoái với giả định là vốn được tự do lưu chuyển qua biên giới quốc gia. Khi ngân hàng trung ương thực hiện chính sách tiền tệ nới lỏng thì tỷ giá hối đoái sẽ tăng lên, khi thực hiện chính sách tiền tệ thắt chặt thì tỷ giá giảm đi. Như thế, nếu thực hiện một chế độ tỷ giá cố định, thì chính sách tiền tệ không thể thay đổi linh hoạt được.
Giả sử một nước cố gắng thực hiện cả ba chính sách trên đồng thời. Khi kinh tế tăng trưởng nhanh, vốn nước ngoài sẽ chảy vào trong nước gây ra áp lực tăng giá nội tệ. Khi đó, ngân hàng trung ương muốn bảo vệ chế độ tỷ giá cố định thì phải thực hiện chính sách tiền tệ nới lỏng. Song điều này có thể làm tăng lượng cung tiền trong lưu thông dẫn đến tăng tốc lạm phát. Muốn lạm phát không tăng tốc, thì phải thực hiện chính sách thanh khoản đối ứng. Song như thế thì vốn nước ngoài càng chảy vào nhiều.
Đầu thập niên 1990, một số nước châu Á đã cố gắng thực hiện đồng thời ba chính sách và hậu quả là rơi vào khủng hoảng.
Ở các quốc gia khác nhau, bộ ba bất khả thi sẽ được thể hiện dưới dạng thức cụ thể khác nhau nhưng về bản chất là không thay đổi như sau:
1. Tỷ giá thể hiện ở: dự trữ ngoại tệ, cán cân thanh toán...
2. Tự do lưu chuyển vốn được thể hiện ở: tăng trưởng GDP, đầu tư nước ngoài, nhập siêu, tài khóa ngân sách công, nợ nước ngoài...
3. Chính sách tiền tệ độc lập thể hiện ở: lạm phát, lãi suất,...

## Bộ đôi
Với sự tăng trưởng hàng hóa và dịch vụ và nhịp độ đổi mới tài chính nhanh như hiện nay, các kiểm soát đối với vốn thường sẽ bị qua mặt. Hơn nữa, việc kiểm soát dòng vốn cũng gây ra vô số méo mó trong thị trường. Trên thế giới thực tế hiện chỉ có một số rất ít quốc gia quan trọng sở hữu một hệ thống kiểm soát dòng vốn có hiệu quả. Lý thuyết bộ ba bất khả thi trong tình trạng thiếu kiểm soát hiệu quả đối với dòng vốn hàm ý rằng một quốc gia phải lựa chọn thực thi một trong hai chính sách: ổn định đồng tiền hoặc duy trì ổn định chính sách tiền tệ.
"Điểm mấu chốt là bạn không thể có tất cả được: một quốc gia phải chọn hai trong ba. Họ có thể cố định tỷ giá hối đoái mà không làm yếu ngân hàng trung ương nhưng chỉ làm được khi nào duy trì kiểm soát dòng vốn (như Trung Quốc hiện nay); họ cũng có thể để vốn lưu chuyển tự do song phải giữ được chính sách tiền tệ độc lập, nhưng chỉ có thể làm được nếu để tỷ giá hối đoái biến động (như Anh Quốc hoặc Canada); hoặc quốc gia đó cũng có thể chọn cách để vốn lưu chuyển tự do và ổn định tiền tệ, song chỉ làm được nếu từ bỏ khả năng điều chỉnh lãi suất để đối phó lạm phát hoặc suy thoái (như Argentina hiện nay)."— Paul Krugman, 1999